# مادی‌گرایان
مادی‌گرایان (به انگلیسی: Materialists)، یک فیلم آمریکایی در ژانر کمدی رمانتیک به نویسندگی و کارگردانی سلین سونگ است که در سال ۲۰۲۵ منتشر شد. پس از فیلم موفق زندگی‌های گذشته (۲۰۲۳)، این دومین تجربه بلند سینمایی سونگ است که داستان آن دوباره با مسئله مثلث عشقی گره خورده است. داکوتا جانسون، کریس ایوانز و پدرو پاسکال بازیگران فیلم هستند. داستان فیلم در شهر نیویورک رخ داده و ماجرای زندگی یک جُفت‌جور کن جوان به نام لوسی را دنبال می‌کند که بر سر دو راهی عاطفی گیر می‌کند که یک طرف آن میلیونری بسیار موفق و جذاب است و طرف دیگر؛ یکی از همکاران لوسی که پیش‌تر دلباخته یکدیگر بوده‌اند.
مادی‌گرایان در تاریخ ۱۳ ژوئن ۲۰۲۵ توسط ای۲۴ و گروه سینمایی سونی پیکچرز منتشر شد. فیلم واکنش مثبت منتقدان را در پی داشت و به دلیل ساختارشکنی در روایت کمدی رمانتیک‌ها و عملکرد سه بازیگر اصلی خود تحسین شد. مادی‌گرایان ۵۰ میلیون دلار در گیشه فروش کرد که بیش از دو برابر بودجه ۲۰ میلیونی است که خرج تولید آن شده است.

## داستان
در این داستان عاشقانه معاصر، «لوسی میسون» بازیگر ناموفقی است که پس از کنار گذاشتن حرفه‌ی بازیگری، به یک مشاور ازدواج موفق در شرکت «Adore» در نیویورک تبدیل شده است. او که تصمیم گرفته داوطلبانه مجرد بماند، یا به‌تنهایی بمیرد یا با فردی ثروتمند ازدواج کند، با وجود موفقیت حرفه‌ای‌اش، از معیارهای غیرواقع‌گرایانه‌ی مراجعانش خسته شده است. در مراسم ازدواج یکی از موکلانش، با «هری کاستیو»، برادر داماد، آشنا می‌شود که به او علاقه‌مند می‌شود، ولی لوسی ابتدا پیشنهاد می‌دهد او مشتری شرکت شود.
در عین حال، لوسی با نامزد سابقش، «جان فینچ»، دوباره برخورد می‌کند؛ بازیگری که هنوز برای رسیدن به رویاهایش تلاش می‌کند. با پیگیری‌های هری، رابطه‌ای عاشقانه بین او و لوسی شکل می‌گیرد. با این حال، پس از شکایت موکلش «سوفی» از آزار توسط یکی از تطبیق‌های پیشنهادی، اعتبار شغلی لوسی زیر سؤال می‌رود. در پی آن، او دچار تردید می‌شود و رابطه‌اش با هری نیز به بن‌بست می‌رسد، چراکه متوجه می‌شود آن دو فقط در ظاهر برای هم مناسب‌اند.
لوسی پس از دیدار دوباره با جان، به سفری کوتاه با او می‌رود و درمی‌یابد که هنوز به او احساس دارد، گرچه نگرانی‌های مالی در گذشته میانشان فاصله انداخته بود. وقتی «سوفی» از لوسی کمک می‌خواهد، آن دو همکاری کرده و اوضاع را بهبود می‌دهند. در پایان، جان به لوسی پیشنهاد ازدواج می‌دهد و او می‌پذیرد. داستان با صحنه‌ای از گرفتن مجوز ازدواج در اداره‌ی ثبت همراه با سایر زوج‌ها به پایان می‌رسد.

## بازیگران
- داکوتا جانسون در نقش لوسی
- کریس ایوانز در نقش جان
- پدرو پاسکال در نقش هری کاستیلو
- زویی وینترز در نقش سوقی
- مارین ایرلند در نقش ویولت
- داشا نکراسووا در نقش دیزی
- لوئیزا جیکوبسن در نقش شارلوت
- ساویر اسپیلبرگ در نقش میسون
- ادی کیهیل در نقش رابرت
- جوزف لی در نقش ترووِر
- جان ماگارو در نقش مارک پی. (صداپیشه)